# NGC 5383
NGC 5383 este o galaxie spirală situată în constelația Câinii de Vânătoare. A fost descoperită în 1787 de către William Herschel. Se află la o distanță de 36,2 de megaparseci de Pământ.